# British Home Championship
Le British Home Championship, en français Championnat britannique des Nations constitutives (également connu sous le nom de Home International Championship) était un tournoi de football entre les quatre nations du Royaume-Uni : Angleterre, Écosse, Pays de Galles et à l'origine l'Irlande puis l'Irlande du Nord. Le tournoi fut disputé de la saison 1883-1884 à la saison 1983-1984.
Les matchs se jouant traditionnellement en février et mars (jusqu'en 1919), le tournoi est resté l'équivalent du Home Nations Championship en rugby (aujourd'hui Tournoi des Six nations).

## Historique
Au début des années 1880, le développement du football dans le Royaume-Uni devient important et les quatre équipes nationales jouent régulièrement entre elles des matches amicaux. Chaque année, chaque équipe jouait bon an mal an contre chacune des trois autres.

À cette époque-là, chaque fédération suivait des règles de jeu un peu différentes et quand un match se déroulait, les règles étaient celles de l’équipe qui recevait. Cette situation était originale mais peu idéale. Pour y remédier, les quatre fédérations se réunirent à Manchester le 6 décembre 1882 pour élaborer des règles de jeu uniques. Elles fondèrent dans le même temps l'International Football Association Board pour veiller à l’uniformisation et aux changements des règles. Cet organisme existe toujours aujourd’hui.
L’adoption de règles identiques pour tous ne pouvait donc que favoriser les matches internationaux. Pendant la même réunion, les quatre fédérations officialisèrent ces rencontres amicales et créèrent le British Home Championship. C’est la première compétition internationale de football.
Le championnat a lieu chaque saison de football, commençant lors de la saison 1883-1884. Le premier match joué, en Irlande le 24 janvier 1884, se solda par la victoire écossaise (5-0). Les dates des matches fluctuèrent beaucoup, mais les matches se déroulaient plutôt vers la fin de la saison. Parfois, la compétition se déroulait entièrement sur une semaine à la fin de la saison. Initialement, le gagnant était considéré comme la meilleure équipe du monde quand bien même la compétition ne regroupait que les équipes britanniques. Le développement des autres compétitions internationales comme la Coupe du monde de football à partir des années 1930 fit perdre bien sûr énormément de prestige au British Home Championship.
En décembre 1921, l'Irlande du Sud acquiert son indépendance en devenant l'État libre d'Irlande et entraîne la création d'une nouvelle équipe regroupant les joueurs de la partie indépendante de l'île. Celle-ci est gérée par la FAI. Toutefois, l'IFA qui déclare organiser le football sur toute l'Irlande, continue de sélectionner des joueurs des deux parties de l'île. À partir de 1950, seuls des joueurs nord-irlandais sont sélectionnés, l'équipe d'Irlande du Nord prenant ainsi officiellement la succession de l'équipe d'Irlande. 
Toutefois, l’apparition de nouvelles compétitions internationales permit au Championnat britannique de revêtir une importance particulière certaines années. En 1949-1950 et 1953-1954, le championnat servit ainsi respectivement de groupe de qualification pour les éditions de 1950 et 1954 de la Coupe du monde de football. Les résultats des éditions de 1966-1967 et 1967-1968 ont été cumulés dans le groupe 8 (celui des équipes britanniques) de qualification du Championnat d'Europe de football 1968.
Le British Home Championship fut abandonné après l'édition de 1983-1984. Il existe plusieurs raisons expliquant cet arrêt dont l’importance prise par les championnats du monde et d’Europe, la chute du nombre de spectateurs (à l’exception des matches entre l’Angleterre et l’Écosse), l’émergence du phénomène du hooliganisme, les troubles en Irlande du Nord qui obligèrent à annuler l’épreuve de 1980-1981 et enfin la volonté de l’Angleterre et de l’Écosse essentiellement de pouvoir jouer plus souvent contre des équipes mondiales plus fortes que l’Irlande du Nord et que le pays de Galles. 
La fin de la compétition fut annoncée en 1983 lorsque la fédération anglaise suivie de peu par la fédération écossaise déclara ne pas vouloir s’inscrire à la compétition suivante. La compétition eut lieu en se résumant par un seul match, gagné par l’Irlande du Nord contre le pays de Galles. Le trophée restera donc à jamais dans les mains de la fédération d'Irlande du Nord.
Le British Home Championship laissa la place à une compétition plus modeste, la Rous Cup qui opposait seulement l'Angleterre et l'Écosse et dans ses dernières années une équipe sud-américaine invitée. Cette compétition disparut à son tour au bout de seulement cinq années d'existence.
À noter que la compétition aurait pu faire son retour en 2008 après l'échec des quatre nations constitutives britanniques en éliminatoires du championnat d'Europe, aucune d'entre elles ne parvenant à se qualifier pour l'Euro 2008. Cette hypothèse a été suggérée par le Premier Ministre britannique Gordon Brown afin de ne pas priver ses concitoyens d'un été de football,.

## Format de la compétition
La compétition se déroulait de la sorte que chaque équipe jouait une fois contre les trois autres, ce qui faisait trois matches par équipe et six matches au total. Généralement (mais pas toujours), les équipes devaient jouer un ou deux matches à domicile, avec l’avantage du terrain alternant chaque année (ainsi si l’Angleterre jouait à domicile contre l’Écosse, le match suivant devait se dérouler en Écosse).
Une équipe recevait 2 points pour une victoire, un pour un match nul et aucun point pour une défaite. Le titre couronnait l’équipe qui totalisait le plus de points à la fin de la compétition. Si deux équipes terminaient avec le même nombre de points, elles étaient déclarées ex æquo et si elles figuraient en tête du classement elle se partageaient donc le titre. En 1956, les quatre équipes terminèrent ex æquo avec le même nombre de points et se partagèrent donc toutes les quatre le titre. À partir de 1978–1979, les règles changèrent, le critère de la différence de buts entrant enfin en vigueur pour départager les équipes. En cas d'égalité de différence de buts le critère du plus grand nombre de buts marqués permettait le départage.

## Les principaux moments

### 1902: tragédie à Ibrox
Le match Écosse contre Angleterre du 5 avril 1902 restera à jamais comme l'une des plus grandes catastrophes du football britannique. Il est appelé communément le désastre d'Ibrox de 1902. Le match se joua dans le stade d'Ibrox Stadium à Glasgow. Pendant la première mi-temps, une partie de la tribune du West-Strand s’effondra car beaucoup trop remplie. Il y eut 26 morts et près de 500 blessés. Le match fut interrompu, mais de façon incompréhensible, fut continué après une vingtaine de minutes d’interruption. La plupart du public n’avait alors pas idée de ce qui venait de se passer dans le stade. Le résultat du match fut annulé et il fut rejoué un peu plus tard à Villa Park à Birmingham.

### 1950: qualification pour la Coupe du monde
Le British Home Championship de la saison 1949-1950 servit de groupe de qualification à la Coupe du monde de football 1950, les deux premières équipes se qualifiant pour la phase finale au Brésil. 
À un match de la fin de la compétition, l’Angleterre et l’Écosse étaient assurées de terminer aux deux premières places, et donc étaient déjà qualifiées. À ce moment-là, la fédération écossaise de football déclara qu’elle n’enverrait son équipe au Brésil que si elle remportait ce championnat des Îles britanniques. Les deux équipes étant à égalité avant la dernière rencontre entre l’Écosse et l’Angleterre, un match nul suffisait à l'Écosse pour au moins partager le titre. Le match eut lieu à Hampden Park le 15 avril 1950 et se solda par la victoire anglaise sur le score de 1-0, but marqué par le joueur du Chelsea FC Roy Bentley, surnommé depuis ce jour « l’homme qui détourna l'Écosse de Rio ». L’Écosse finalement deuxième, la fédération écossaise tint parole et refusa d'envoyer son équipe au Brésil pour disputer la Coupe du monde. Ce forfait priva la nation d'une première participation à l’épreuve majeure du football mondial.

### 1966-1967 et 1967-1968: qualifications pour l'Euro
Les résultats des deux éditions de 1966-1967 et 1967-1968 ont été cumulés dans le cadre des qualifications pour l'Euro 1968.

### 1981: le championnat interrompu
Les troubles en Irlande du Nord avaient déjà affecté le championnat auparavant, obligeant de temps en temps l’équipe d’Irlande du Nord à jouer ses matchs « à domicile » à Liverpool ou Glasgow.
Le championnat 1980-1981 devait se dérouler en totalité durant le mois de mai 1981. Cela a coïncidé avec la grande mobilisation en Irlande du Nord qui accompagnait la grève de la faim de la prison de Maze à Belfast. Les deux matches de l’Irlande du Nord à domicile contre l’Angleterre et le pays de Galles furent initialement maintenus. Mais, jugeant les conditions beaucoup trop hostiles, les deux équipes visiteuses refusèrent de se rendre à Belfast. Comme certains matches ne purent  avoir lieu, la compétition fut annulée.
C'est le seul cas dans l’histoire du tournoi où le championnat a finalement été annulé (en dehors des deux périodes de guerre mondiale).

## Palmarès
| Années    | Vainqueur                                          | Deuxième                                           | Troisième                                          | Quatrième                                          |
| --------- | -------------------------------------------------- | -------------------------------------------------- | -------------------------------------------------- | -------------------------------------------------- |
| 1884      | Écosse                                             | Angleterre                                         | Pays de Galles                                     | Irlande                                            |
| 1885      | Écosse                                             | Angleterre                                         | Pays de Galles                                     | Irlande                                            |
| 1886      | Écosse Angleterre                                  |                                                    | Pays de Galles                                     | Irlande                                            |
| 1887      | Écosse                                             | Angleterre                                         | Irlande                                            | Pays de Galles                                     |
| 1888      | Angleterre                                         | Écosse                                             | Pays de Galles                                     | Irlande                                            |
| 1889      | Écosse                                             | Angleterre                                         | Pays de Galles                                     | Irlande                                            |
| 1890      | Écosse Angleterre                                  |                                                    | Pays de Galles                                     | Irlande                                            |
| 1891      | Angleterre                                         | Écosse                                             | Irlande                                            | Pays de Galles                                     |
| 1892      | Angleterre                                         | Écosse                                             | Pays de Galles Irlande                             |                                                    |
| 1893      | Angleterre                                         | Écosse                                             | Irlande                                            | Pays de Galles                                     |
| 1894      | Écosse                                             | Angleterre                                         | Pays de Galles                                     | Irlande                                            |
| 1895      | Angleterre                                         | Écosse Pays de Galles                              |                                                    | Irlande                                            |
| 1896      | Écosse                                             | Angleterre                                         | Pays de Galles                                     | Irlande                                            |
| 1897      | Écosse                                             | Angleterre                                         | Irlande                                            | Pays de Galles                                     |
| 1898      | Angleterre                                         | Écosse                                             | Irlande                                            | Pays de Galles                                     |
| 1899      | Angleterre                                         | Écosse                                             | Irlande                                            | Pays de Galles                                     |
| 1900      | Écosse                                             | Pays de Galles Angleterre                          |                                                    | Irlande                                            |
| 1901      | Angleterre                                         | Écosse                                             | Pays de Galles                                     | Irlande                                            |
| 1902      | Écosse                                             | Angleterre                                         | Irlande                                            | Pays de Galles                                     |
| 1903      | Écosse Angleterre Irlande                          |                                                    |                                                    | Pays de Galles                                     |
| 1904      | Angleterre                                         | Irlande                                            | Écosse Pays de Galles                              |                                                    |
| 1905      | Angleterre                                         | Pays de Galles                                     | Écosse Irlande                                     |                                                    |
| 1906      | Écosse Angleterre                                  |                                                    | Pays de Galles                                     | Irlande                                            |
| 1907      | Pays de Galles                                     | Angleterre                                         | Écosse                                             | Irlande                                            |
| 1908      | Écosse Angleterre                                  |                                                    | Irlande                                            | Pays de Galles                                     |
| 1909      | Angleterre                                         | Pays de Galles                                     | Écosse                                             | Irlande                                            |
| 1910      | Écosse                                             | Angleterre Irlande                                 |                                                    | Pays de Galles                                     |
| 1911      | Angleterre                                         | Écosse                                             | Pays de Galles                                     | Irlande                                            |
| 1912      | Écosse Angleterre                                  |                                                    | Irlande                                            | Pays de Galles                                     |
| 1913      | Angleterre                                         | Écosse Pays de Galles                              |                                                    | Irlande                                            |
| 1914      | Irlande                                            | Écosse                                             | Angleterre                                         | Pays de Galles                                     |
| 1914-1919 | Pas de tournoi pendant la Première Guerre mondiale | Pas de tournoi pendant la Première Guerre mondiale | Pas de tournoi pendant la Première Guerre mondiale | Pas de tournoi pendant la Première Guerre mondiale |
| 1919-1920 | Pays de Galles                                     | Écosse Angleterre                                  |                                                    | Irlande                                            |
| 1920-1921 | Écosse                                             | Pays de Galles Angleterre                          |                                                    | Irlande                                            |
| 1921-1922 | Écosse                                             | Pays de Galles Angleterre                          |                                                    | Irlande                                            |
| 1922-1923 | Écosse                                             | Angleterre                                         | Irlande                                            | Pays de Galles                                     |
| 1923-1924 | Pays de Galles                                     | Écosse                                             | Irlande                                            | Angleterre                                         |
| 1924-1925 | Écosse                                             | Angleterre                                         | Pays de Galles Irlande                             |                                                    |
| 1925-1926 | Écosse                                             | Irlande                                            | Pays de Galles                                     | Angleterre                                         |
| 1926-1927 | Écosse Angleterre                                  |                                                    | Pays de Galles Irlande                             |                                                    |
| 1927-1928 | Pays de Galles                                     | Irlande                                            | Écosse                                             | Angleterre                                         |
| 1928-1929 | Écosse                                             | Angleterre                                         | Pays de Galles Irlande                             |                                                    |
| 1929-1930 | Angleterre                                         | Écosse                                             | Irlande                                            | Pays de Galles                                     |
| 1930-1931 | Écosse Angleterre                                  |                                                    | Pays de Galles                                     | Irlande                                            |
| 1931-1932 | Angleterre                                         | Écosse                                             | Irlande                                            | Pays de Galles                                     |
| 1932-1933 | Pays de Galles                                     | Écosse                                             | Angleterre                                         | Irlande                                            |
| 1933-1934 | Pays de Galles                                     | Angleterre                                         | Irlande                                            | Écosse                                             |
| 1934-1935 | Écosse Angleterre                                  |                                                    | Pays de Galles Irlande                             |                                                    |
| 1935-1936 | Écosse                                             | Pays de Galles Angleterre                          |                                                    | Irlande                                            |
| 1936-1937 | Pays de Galles                                     | Écosse                                             | Angleterre                                         | Irlande                                            |
| 1937-1938 | Angleterre                                         | Écosse Irlande                                     |                                                    | Pays de Galles                                     |
| 1938-1939 | Écosse Pays de Galles Angleterre                   |                                                    |                                                    | Irlande                                            |
| 1939-1946 | Pas de tournoi pendant la Seconde Guerre mondiale  | Pas de tournoi pendant la Seconde Guerre mondiale  | Pas de tournoi pendant la Seconde Guerre mondiale  | Pas de tournoi pendant la Seconde Guerre mondiale  |
| 1946-1947 | Angleterre                                         | Irlande                                            | Écosse Pays de Galles                              |                                                    |
| 1947-1948 | Angleterre                                         | Pays de Galles                                     | Irlande                                            | Écosse                                             |
| 1948-1949 | Écosse                                             | Angleterre                                         | Pays de Galles                                     | Irlande                                            |
| 1949-1950 | Angleterre                                         | Écosse                                             | Pays de Galles Irlande                             |                                                    |
| 1950-1951 | Écosse                                             | Angleterre                                         | Pays de Galles                                     | Irlande                                            |
| 1951-1952 | Pays de Galles Angleterre                          |                                                    | Écosse                                             | Irlande                                            |
| 1952-1953 | Écosse Angleterre                                  |                                                    | Pays de Galles Irlande                             |                                                    |
| 1953-1954 | Angleterre                                         | Écosse                                             | Irlande                                            | Pays de Galles                                     |
| 1954-1955 | Angleterre                                         | Écosse                                             | Pays de Galles                                     | Irlande du Nord                                    |
| 1955-1956 | Écosse Pays de Galles Angleterre Irlande du Nord   |                                                    |                                                    |                                                    |
| 1956-1957 | Angleterre                                         | Écosse                                             | Pays de Galles Irlande du Nord                     |                                                    |
| 1957-1958 | Angleterre Irlande du Nord                         |                                                    | Écosse Pays de Galles                              |                                                    |
| 1958-1959 | Angleterre Irlande du Nord                         |                                                    | Écosse                                             | Pays de Galles                                     |
| 1959-1960 | Écosse Pays de Galles Angleterre                   |                                                    |                                                    | Irlande du Nord                                    |
| 1960-1961 | Angleterre                                         | Pays de Galles                                     | Écosse                                             | Irlande du Nord                                    |
| 1961-1962 | Écosse                                             | Pays de Galles                                     | Angleterre                                         | Irlande du Nord                                    |
| 1962-1963 | Écosse                                             | Angleterre                                         | Pays de Galles                                     | Irlande du Nord                                    |
| 1963-1964 | Écosse Angleterre Irlande du Nord                  |                                                    |                                                    | Pays de Galles                                     |
| 1964-1965 | Angleterre                                         | Pays de Galles                                     | Écosse                                             | Irlande du Nord                                    |
| 1965-1966 | Angleterre                                         | Irlande du Nord                                    | Écosse                                             | Pays de Galles                                     |
| 1966-1967 | Écosse                                             | Angleterre                                         | Pays de Galles                                     | Irlande du Nord                                    |
| 1967-1968 | Angleterre                                         | Écosse                                             | Pays de Galles Irlande du Nord                     |                                                    |
| 1968-1969 | Angleterre                                         | Écosse                                             | Irlande du Nord                                    | Pays de Galles                                     |
| 1969-1970 | Écosse Pays de Galles Angleterre                   |                                                    |                                                    | Irlande du Nord                                    |
| 1970-1971 | Angleterre                                         | Irlande du Nord                                    | Pays de Galles                                     | Écosse                                             |
| 1971-1972 | Écosse Angleterre                                  |                                                    | Irlande du Nord                                    | Pays de Galles                                     |
| 1972-1973 | Angleterre                                         | Irlande du Nord                                    | Écosse                                             | Pays de Galles                                     |
| 1973-1974 | Écosse Angleterre                                  |                                                    | Pays de Galles Irlande du Nord                     |                                                    |
| 1974-1975 | Angleterre                                         | Écosse                                             | Irlande du Nord                                    | Pays de Galles                                     |
| 1975-1976 | Écosse                                             | Angleterre                                         | Pays de Galles                                     | Irlande du Nord                                    |
| 1976-1977 | Écosse                                             | Pays de Galles                                     | Angleterre                                         | Irlande du Nord                                    |
| 1977-1978 | Angleterre                                         | Pays de Galles                                     | Écosse                                             | Irlande du Nord                                    |
| 1978-1979 | Angleterre                                         | Pays de Galles                                     | Écosse                                             | Irlande du Nord                                    |
| 1979-1980 | Irlande du Nord                                    | Angleterre                                         | Pays de Galles                                     | Écosse                                             |
| 1980-1981 | Abandonné en raison du conflit en Irlande du Nord  | Abandonné en raison du conflit en Irlande du Nord  | Abandonné en raison du conflit en Irlande du Nord  | Abandonné en raison du conflit en Irlande du Nord  |
| 1981-1982 | Angleterre                                         | Écosse                                             | Pays de Galles                                     | Irlande du Nord                                    |
| 1982-1983 | Angleterre                                         | Écosse                                             | Irlande du Nord                                    | Pays de Galles                                     |
| 1983-1984 | Irlande du Nord                                    | Pays de Galles                                     | Angleterre                                         | Écosse                                             |

|  | Titre partagé |

|  | Égalité à la 2e ou 3e place |

### Bilan des victoires
- 54 victoires  Angleterre (dont 20 titres partagés)
- 41 victoires  Écosse (dont 17 titres partagés)
- 12 victoires  Pays de Galles (dont 5 titres partagés)
- 8  victoires  Irlande/ Irlande du Nord (dont 6 titres partagés)